# Emilia Nilsson Garip
Emilia Nilsson Garip (21 de abril de 2003) es una deportista sueca que compite en saltos de trampolín.
En los Juegos Europeos de Cracovia 2023 consiguió tres medallas, plata en trampolín 1 m y trampolín 3 m y bronce en trampolín 3 m sincro mixto. Ganó tres medallas en el Campeonato Europeo de Natación, en los años 2022 y 2024.

## Palmarés internacional
| Juegos Europeos    | Juegos Europeos   | Juegos Europeos   | Juegos Europeos            |
| Año                | Lugar             | Medalla           | Prueba                     |
| ------------------ | ----------------- | ----------------- | -------------------------- |
| 2023               | Rzeszów (Polonia) | Medalla de plata  | Trampolín 1 m              |
| 2023               | Rzeszów (Polonia) | Medalla de plata  | Trampolín 3 m              |
| 2023               | Rzeszów (Polonia) | Medalla de bronce | Trampolín 3 m sincro mixto |
| Campeonato Europeo |                   |                   |                            |
| Año                | Lugar             | Medalla           | Prueba                     |
| 2022               | Roma (Italia)     | Medalla de bronce | Trampolín 3 m sincro       |
| 2024               | Belgrado (Serbia) | Medalla de plata  | Trampolín 3 m sincro mixto |
| 2024               | Belgrado (Serbia) | Medalla de bronce | Trampolín 1 m              |